# 네모바지 스폰지밥 시즌 1
《네모바지 스폰지밥》의 첫 번째 시즌은 1999년 5월 1일부터 2001년 3월 3일까지 니켈로디언에서 방영되였으며, 20개의 에피소드로 구성되어 있다.

## 에피소드
| 회차   | 회차   | 제목                            | 제목                       | 방영일 ()                             |
| 전체   | 시즌   | 원제                            | 한국판                     | 방영일 ()                             |
| 1 - a  | 1 - a  | Help Wanted                     | 직원을 구합니다            | 1999년 5월 1일 2001년 7월 4일 (EBS판) |
| 1 - b  | 1 - b  | Reef Blower                     | 청소는 힘들어              | 1999년 5월 1일 2001년 7월 4일 (EBS판) |
| 1 - c  | 1 - c  | Tea at the Treedome             | 목숨을 건 데이트           | 1999년 5월 1일 2001년 7월 4일 (EBS판) |
| 2 - a  | 2 - a  | Bubblestand                     | 비눗방울 놀이              | 1999년 7월 17일                       |
| 2 - b  | 2 - b  | Ripped Pants                    | 찢어진 바지                | 1999년 7월 17일                       |
| 3 - a  | 3 - a  | Jellyfishing                    | 해파리 채집                | 1999년 7월 31일                       |
| 3 - b  | 3 - b  | Plankton!                       | 게살버거를 지켜라          | 1999년 7월 31일                       |
| 4 - a  | 4 - a  | Naughty Nautical Neighbors      | 깨어진 우정                | 1999년 8월 7일                        |
| 4 - b  | 4 - b  | Boating School                  | 운전면허 시험              | 1999년 8월 7일                        |
| 5 - a  | 5 - a  | Pizza Delivery                  | 피자 배달                  | 1999년 8월 14일                       |
| 5 - b  | 5 - b  | Home Sweet Pineapple            | 파인애플집이여 안녕        | 1999년 8월 14일                       |
| 6 - a  | 6 - a  | Mermaid Man and Barnacle Boy    | 인어맨과 조개 청년         | 1999년 8월 21일                       |
| 6 - b  | 6 - b  | Pickles                         | 피클결투                   | 1999년 8월 21일                       |
| 7 - a  | 7 - a  | Hall Monitor                    | 일일 경찰관                | 1999년 8월 28일                       |
| 7 - b  | 7 - b  | Jellyfish Jam                   | 해파리와 춤을              | 1999년 8월 28일                       |
| 8 - a  | 8 - a  | Sandy's Rocket                  | 우주 여행                  | 1999년 9월 17일                       |
| 8 - b  | 8 - b  | Squeaky Boots                   | 소리나는 장화              | 1999년 9월 17일                       |
| 9 - a  | 9 - a  | Nature Pants                    | 파리파리 해파리송          | 1999년 9월 11일                       |
| 9 - b  | 9 - b  | Opposite Day                    | 반대로 날                  | 1999년 9월 11일                       |
| 10 - a | 10 - a | Culture Shock                   | 재능 발표회                | 1999년 9월 18일                       |
| 10 - b | 10 - b | F.U.N.                          | 친구가 된 플랑크톤         | 1999년 9월 18일                       |
| 11 - a | 11 - a | MuscleBob BuffPants             | 울퉁불퉁 근육송            | 1999년 10월 2일                       |
| 11 - b | 11 - b | Squidward the Unfriendly Ghost  | 귀신이 된 깐깐징어         | 1999년 10월 2일                       |
| 12 - a | 12 - a | The Chaperone                   | 엉망진창 춤파티            | 2000년 3월 8일                        |
| 12 - b | 12 - b | Employee of the Month           | 이 달의 직원               | 2000년 3월 8일                        |
| 13 - a | 13 - a | Scaredy Pants                   | 무시무시한 겁쟁이          | 1999년 10월 28일                      |
| 13 - b | 13 - b | I Was a Teenage Gary            | 달퐁이, 달퐁지송, 달퐁징어 | 1999년 10월 28일                      |
| 14 - a | 14 - a | SB-129                          | 조용히 살고 싶어           | 1999년 12월 31일                      |
| 14 - b | 14 - b | Karate Choppers                 | 우리는 태권도 동지         | 1999년 12월 31일                      |
| 15 - a | 15 - a | Sleepy Time                     | 꿈속의 스펀지송            | 2000년 1월 17일                       |
| 15 - b | 15 - b | Suds                            | 뽀글병                     | 2000년 1월 17일                       |
| 16 - a | 16 - a | Valentine's Day                 | 발렌타인 데이              | 2000년 2월 14일                       |
| 16 - b | 16 - b | The Paper                       | 껌종이                     | 2000년 2월 14일                       |
| 17 - a | 17 - a | Arrgh!                          | 보물 찾기                  | 2000년 3월 15일                       |
| 17 - b | 17 - b | Rock Bottom                     | 메롱시                     | 2000년 3월 15일                       |
| 18 - a | 18 - a | Texas                           | 가지마, 파다               | 2000년 3월 22일                       |
| 18 - b | 18 - b | Walking Small                   | 악당이 된 스펀지송         | 2000년 3월 22일                       |
| 19 - a | 19 - a | Fools in April                  | 만우절                     | 2000년 4월 1일                        |
| 19 - b | 19 - b | Neptune's Spatula               | 바다신과의 대결            | 2000년 4월 1일                        |
| 20 - a | 20 - a | Hooky                           | 갈고리                     | 2001년 2월 23일                       |
| 20 - b | 20 - b | Mermaid Man and Barnacle Boy II | 인어맨과 조개 청년 2       | 2001년 3월 3일                        |